# Сортування гребінцем
Сортування гребінцем (англ. Comb sort) — спрощений алгоритм сортування, розроблений Влодеком Добошєвічем (Wlodek Dobosiewicz) у 1980 році. Пзніше його заново дослідили та популяризували Стефан Лакей (Stephen Lacey) та Річард Бокс (Richard Box), які опублікували статтю про нього в журналі Byte Magazine у квітні 1991 р. Сортування гребінцем є поліпшенням алгоритму сортування бульбашкою, і конкурує за швидкодію з швидке сортування. Основна його ідея полягає в тому, щоб усунути так званих «черепах», або малих значень ближче до кінця списку, оскільки у сортування бульбашкою вони сильно уповільнюють процес сортування. (Кролики та великі сортування на початку списку у сортуванні бульбашкою не являють собою проблеми).
У сортуванні бульбашкою, коли два елементи порівнюються, вони завжди мають розрив (відстань один від одного) рівну 1. Основна ідея сортування гребінцем полягає у тому, що цей розрив може бути більший одиниці. (Алгоритм Сортування Шелла також базується на даній ідеї, однак, він є модифікацією алгоритму сортування включенням, а не сортування бульбашкою).
Розрив починається зі значення, що рівне довжині списку, поділеного на фактор зменшення (зазвичай, 1.3; див. нижче), і список сортується з урахуванням цього значення (при необхідності воно заокруглюється до цілого). Потім розрив знову ділиться на фактор розриву, і список продовжує сортуватись з новим значенням, процес продовжується доти, доки розрив рівний 1. Далі список сортується з розривом рівним 1 доти, доки не буде повністю відсортований. Таким чином, фінальний етап сортування аналогічний такому ж у сортуванні бульбашкою, однак, до цього «черепахи» усуваються.

## Фактор зменшення
Фактор зменшення справляє великий ефект на швидкість алгоритму сортування гребінцем. В оригінальній статті, автор пропонує значення 1.3 після багатьох експериментів з іншими значеннями.
Текст описує процес вдосконалення алгоритму використовуючи значення {\displaystyle 1/\left(1-{\frac {1}{e^{\varphi }}}\right)\approx 1.247330950103979} як фактор зменшення. Вона також мість приклад використання алгоритму на псевдокоді.

## Приклади реалізації на різних мовах програмування

### Псевдокод
```
function
 combsort11(
array
 input)
    gap := input.size
```

```
    
loop until
 gap > 1 
and
 swaps = 1
        
if
 gap > 1
            gap := gap / 1.3
        
end if

        

        i := 0
        swaps := 0
        

        
loop until
 i + gap <= input.size
            
if
 input[i] > input[i+gap]
                swap(input[i], input[i+gap])
                swaps := 1
            
end if

            i := i + 1
        
end loop

       

    
end loop

end function
```

### C
```
int
 
newGap
(
int
 
gap
)

{

    
gap
 
/=
 
1.3
;

    
if
 
(
gap
 
<
 
1
)

        
return
 
1
;

    
return
 
gap
;

}

void
 
combSort
(
int
*
 
a
,
 
int
 
len
)

{

    
int
 
gap
 
=
 
len
;

    
bool
 
swapped
 
=
 
true
;

    
while
 
(
gap
 
>
 
1
 
||
 
swapped
)

    
{

        
swapped
 
=
 
false
;

        
gap
 
=
 
newGap
(
gap
);

        
for
 
(
int
 
i
 
=
 
0
;
 
i
 
<
 
len
 
-
 
gap
;
 
++
i
)

        
{

            
if
 
(
a
[
i
]
 
>
 
a
[
i
 
+
 
gap
])

            
{

                
swap
(
a
[
i
],
 
a
[
i
 
+
 
gap
]);

                
swapped
 
=
 
true
;

            
}

        
}

    
}

}

```

### Java
```
private
 
static
 
int
 
newGap
(
int
 
gap
)

{

        
gap
 
=
 
gap
 
*
 
10
 
/
 
13
;

        
if
(
gap
 
<
 
1
)

                
return
 
1
;

        
return
 
gap
;

}

private
 
static
 
void
 
sort
(
int
 
a
[]
)

{
       
int
 
gap
 
=
 
a
.
length
;

        
boolean
 
swapped
;

        
do
 
{

                
swapped
 
=
 
false
;

                
gap
 
=
 
newGap
(
gap
);

		
for
(
int
 
i
 
=
 
0
;
 
i
 
<
 
(
a
.
length
 
-
 
gap
);
 
i
++
)
 
{

			
if
(
a
[
i
]
 
>
 
a
[
i
 
+
 
gap
]
){

		        	
swapped
 
=
 
true
;

                                
int
 
temp
 
=
 
a
[
i
]
;

                                
a
[
i
]
 
=
 
a
[
i
 
+
 
gap
]
;

                                
a
[
i
 
+
 
gap
]
 
=
 
temp
;

                        
}

                
}

        
}
 
while
(
gap
 
>
 
1
 
||
 
swapped
);

}

```

### Python
```
def
 
update_gap
(
gap
):

    
gap
 
=
 
(
gap
 
*
 
10
)
 
/
 
13

    
if
 
gap
 
==
 
9
 
or
 
gap
 
==
 
10
:

        
gap
 
=
 
11

    
return
 
max
(
1
,
 
gap
)

def
 
combsort
(
x
):

    
gap
 
=
 
len
(
x
)

    
swapped
 
=
 
True

    
if
 
gap
 
<
 
2
:

        
return

    
while
 
gap
 
>
 
1
 
or
 
swapped
:

        
gap
 
=
 
update_gap
(
gap
)

        
swapped
 
=
 
False

        
for
 
i
 
in
 
range
(
0
,
 
len
(
x
)
 
-
 
gap
,
 
gap
):

            
if
 
x
[
i
]
 
>
 
x
[
i
 
+
 
gap
]:

                
x
[
i
],
 
x
[
i
 
+
 
gap
]
 
=
 
x
[
i
 
+
 
gap
],
 
x
[
i
]

                
swapped
 
=
 
True

```